# Оливейра, Родриго Баррето де
Родригу Баррету де Оливейра (порт. Rodrigo Barreto de Oliveira, так же известный под ником «Bamboo») — создатель языка программирования boo и Bamboo.Prevalence Архивная копия от 27 декабря 2009 на Wayback Machine — .NET-версии Prevayler.

## Карьера
С 1998 по 2002 год работал разработчиком ПО в Vesta Technologies. С октября 2004 года — по сентябрь 2009 — консультантом в db4objects, Inc. С сентября 2009 года работает программистом в Unity Technologies.

## Примечательные факты
Среди читателей его блога — Мигель де Икаса.